# سد کوتری
سد کوتری (به انگلیسی: Kotri Barrage) یک سد در پاکستان است که در ایالت سند واقع شده‌است.